# Henry Clay Allen

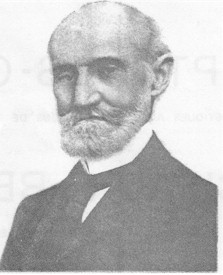
Henry Clay Allen

Henry Clay Allen (* 10. Februar 1836 in Nilestown nahe London (Ontario); † 22. Januar 1909) war ein US-amerikanischer Homöopath.

## Leben
Allen stammte aus einer vermögenden und angesehenen Vermonter Familie. Seine Eltern waren Hugh und Martha Billings Allen. Sein Großvater Ira Allen und dessen Bruder Ethan Allen hatten während der Amerikanischen Revolution Berühmtheit erlangt. Sein Urgroßvater besaß das Land, auf dem die Stadt Salem in Ohio errichtet wurde. Seine Mutter war eine geborene Billings und stammte aus der Massachusetts-Bucht.
Nachdem Henry Clay Allen die Volks- und Elementarschule in London absolviert hatte, arbeitete er dort eine Weile als Lehrer. Seine medizinische Ausbildung bekam er am Western Homoeopathic College in Cleveland, Ohio, (das spätere Cleveland Homeopathic College), wo er 1861 abschloss. Später studierte er noch am College of Physicians and Surgeons of Canada. Nach Ausbruch des Amerikanischen Bürgerkriegs trat er in die US-Armee ein, wo er als Chirurg diente.
Bis zu seiner Ernennung zum Professor für Materia medica an der Universität Michigan in Ann Arbor im Jahre 1880 führte Allen ein unstetes Leben mit Stationen in Cleveland, wo er mit seiner praktischen Tätigkeit begann, Chicago, Brantford, Kanada, sowie Detroit in Michigan.
Er war mit Selina Louise Goold verheiratet. Das Paar hatte zwei Kinder.

## Leistungen
1892 gründete Allen das Hering Medical College and Hospital, wo er die Posten des Dekans und eines Professors für Materia medica bis zu seinem Tod bekleidete. Dr.Allen war ein angesehener Senior des American Institute of Homoeopathy; ein Mitglied der International Hahnemannian Association, der Illinois Homoeopathic Medical Association; der Englewood Homoeopathic Medical Society; der Regular Homeopathic Medical Society of Chicago; Ehren-Vizepräsident des Cooper Club in London;
und Ehrenmitglied der State Medical Societies von Michigan, New York, Pennsylvania und Ohio sowie Ehrenmitglied der Homoeopathic Society of Calcutta, Indien. Er war lange Jahre Eigentümer und Herausgeber des Journals Medical Advance.
Neben zahlreichen Artikeln für diese und andere Zeitschriften schrieb er viele Bücher, unter anderen auch Keynotes of Leading Remedies, die Anfang des 20. Jahrhunderts auf die „Council List of Books“ zur Verwendung in kanadischen Medizinhochschulen gesetzt wurden.
Allens Abhandlung über die Nosoden, wurde kurz vor seinem Tod fertiggestellt und ist das Ergebnis jahrelanger Studien, Erfahrung und Bestätigung von Symptomen vieler Nosoden. Seine Beobachtungen wurden in dem Werk erstmals veröffentlicht, entbehren jedoch jeglichen wissenschaftlichen Nachweis.
Darüber hinaus nahm Allen eine Revision von Bönninghausens Kartenrepertorium vor, indem er es aktualisierte und für eine rasche und praktische Handhabung arrangierte.

## Werke
- The Homeopathic Therapeutics of Intermittent Fever, Detroit, Mich.: Drake’s Homoeopathic Pharmacy, 1879.
- The Therapeutics of Intermittent Fever, Philadelphia: F.E.Boericke, 1884.
- The Therapeutics of Fevers, Philadelphia: Boericke & Tafel, 1902.
- Therapeutics of Tuberculous Affections, Ann Arbor, 1889.